# Hinatara recta
Hinatara recta är en stekelart som först beskrevs av Thomson 1871.  Hinatara recta ingår i släktet Hinatara, och familjen bladsteklar. Arten är reproducerande i Sverige.